# Pittosporum heterophyllum
Pittosporum heterophyllum är en tvåhjärtbladig växtart som beskrevs av Adrien René Franchet. Pittosporum heterophyllum ingår i släktet Pittosporum och familjen Pittosporaceae.

## Underarter
Arten delas in i följande underarter:
- P. h. ledoides
- P. h. sessile

## Bildgalleri

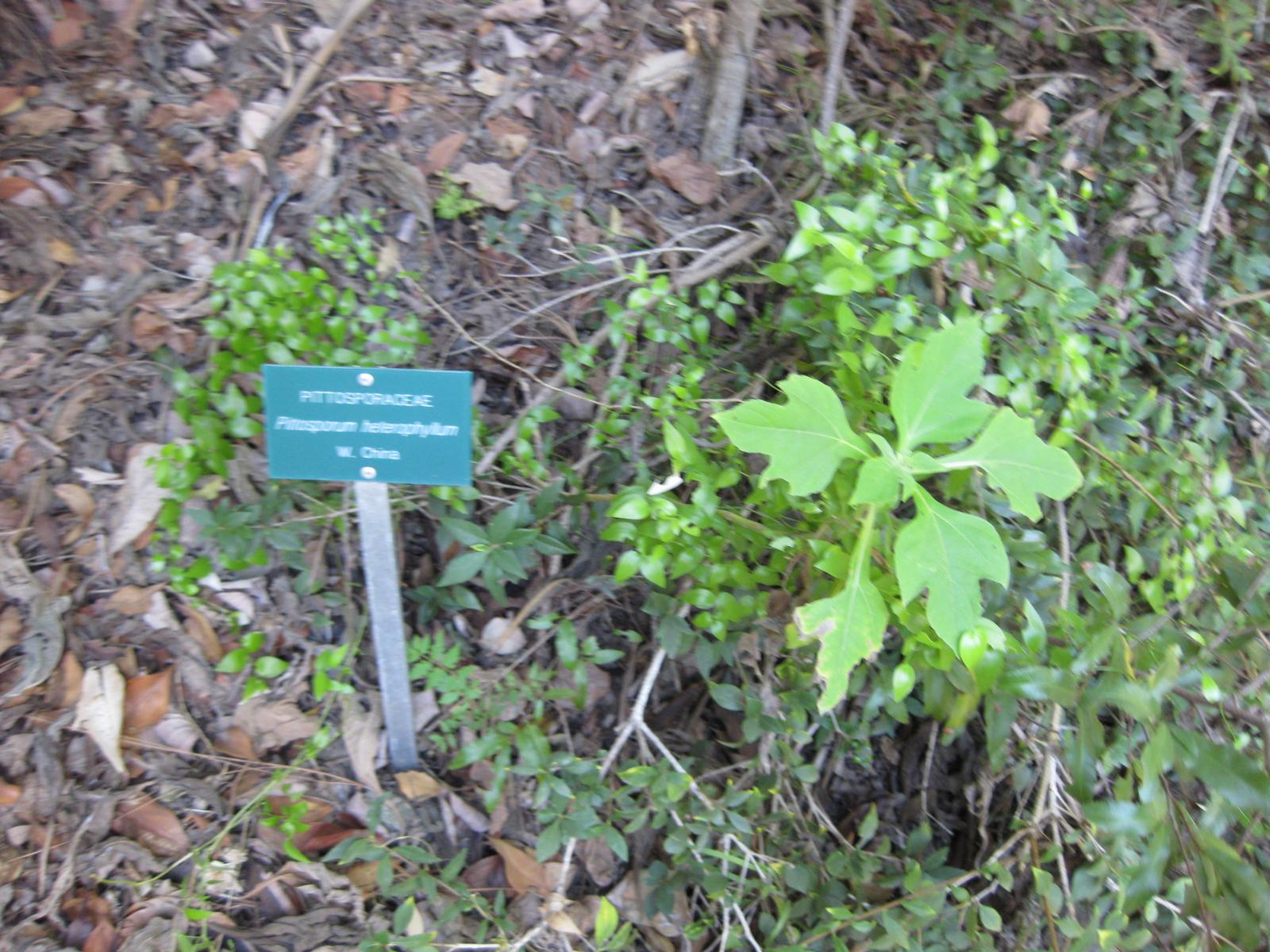
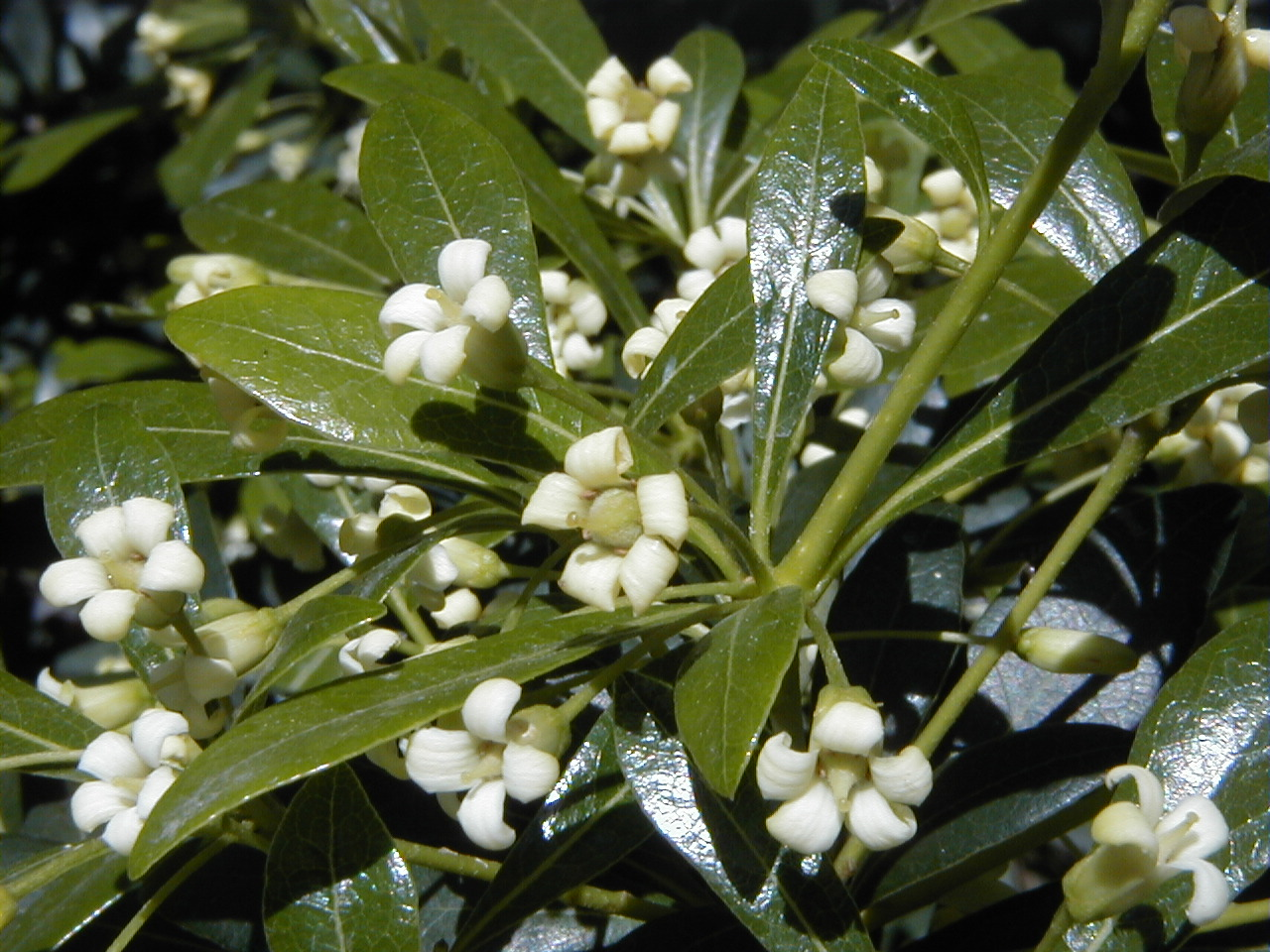